# ピピン2世
ピピン2世（ドイツ語：Pippin der Mittlere, 635/40年 - 714年12月16日）は、フランク王国の宮宰（在職：680年 - 714年）。「中ピピン」とも呼ばれる。ピピン1世（大ピピン）の娘ベッガとその夫アンゼギゼル（メッス司教アルヌルフの子）の子。

## 生涯
メロヴィング朝のフランク王テウデリク3世は彼を排除しようとしたが失敗に終わり、以後ピピンはアウストラシアの事実上の統治者となり、ほかのフランク族たちへの影響力も維持し続けた。またこのころにはアウストラシア宮宰職はピピンの一族による世襲化が定着した。
670年頃、ピピンはモーゼルの地主の一族出身のプレクトルードと結婚し、息子のドロゴ、グリモアルド2世をもうけた。687年、テルトリーの戦いでネウストリア軍に勝利し、以後、ピピンはアウストラシア、ネウストリア、ブルグントの宮宰を兼ね、徐々にフランク族の宮廷内での権勢を増していった。700年頃にネウストリア宮宰の地位を次男グリモアルド2世に譲った。714年にピピンが死去した時、二人の息子はすでに死去していたが、グリモアルド2世の子テウドアルドは自らが正統な後継者であるとしてプレクトルードの援助のもと宮宰職を要求した。しかし側室アルパイダ（カルパイダ）との間に生まれた庶子のカール・マルテルは、軍事的才能と戦利品を気前よく配ったことによりアウストラシアの支持を得た。結果、プレクトルードの努力にも拘らず、カール・マルテルがアウストラシア宮宰およびフランク王国の事実上の支配者となった。

## 子女
正妻プレクトルードとの間には二男をもうけた。
- ドロゴ - シャンパーニュ大公、ネウストリア宮宰ベルカリウスの未亡人（ネウストリア宮宰ワラトーの娘）と結婚[6]。息子ユーグはサン＝ドニ修道院長および、パリ、ルーアンなどの司教となった[8]。
- グリモアルド2世（? - 714年） - フリース人の王ラドボードの娘テウテシンダと結婚[9]。息子テウドアルドはピピン2世の死後、6歳でプレクトルードにより後継者に選ばれたが叔父カール・マルテルに敗れた。

側室アルパイダとの間に庶子をもうけた。
- カール・マルテル - フランク王国宮宰